# السمنة في النمسا
يُشار إلى السمنة في النمسا بشكل متزايد على أنها مشكلة صحية رئيسية في السنوات الأخيرة. يُعتبر 40 في المائة من النمساويين الذين تتراوح أعمارهم بين 18 و 65 عامًا يعانون من زيادة الوزن ، في حين أن 11 في المائة من أولئك الذين يعانون من زيادة الوزن تنطبق عليهم تعريف السمنة. صنفت Forbes.com النمسا على أنها البلد 52 الأكثر بدانة في العالم بمعدل 57.1٪. يعتبر ما يقرب من 900,000 شخص يعانون من السمنة المفرطة.

## الأسباب
قلة ممارسة الرياضة هي سبب السمنة. أظهرت دراسة أن الأطفال يحصلون على 30 دقيقة فقط من التمارين بدلاً من الساعة المطلوبة. يعتبر النمو السليم للهيكل العظمي وبناء العضلات والقلب والدورة الدموية من بين فوائد ممارسة الرياضة أثناء الطفولة.

## تأثيرات
أظهرت العديد من الدراسات أن الرجال الذين يعانون من السمنة المفرطة يميلون إلى انخفاض عدد الحيوانات المنوية ، وعدد أقل من الحيوانات المنوية سريعة الحركة ، وعدد أقل من الحيوانات المنوية المتحركة بشكل تدريجي مقارنة بالرجال ذوي الوزن الطبيعي.

## تصنيف فوربس 2007
المصدر : Forbes.com تعكس القائمة التالية النسبة المئوية للبالغين الذين يعانون من زيادة الوزن والذين تبلغ أعمارهم 15 عامًا فأكثر. هؤلاء هم الأفراد الذين لديهم مؤشرات كتلة جسم فردية ، والتي تقيس الوزن بالنسبة إلى الطول ، أكبر من أو تساوي 25
| تصنيف | دولة                | النسبة المئوية |
| ----- | ------------------- | -------------- |
| 47    | فانواتو             | 59.6           |
| 48    | فنلندا              | 58.7           |
| 49    | جامايكا             | 57.4           |
| 50    | إسرائيل             | 57.3           |
| 51    | القديسة لوسيا       | 57.3           |
| 52    | النمسا              | 57.1           |
| 53    | أذربيجان            | 57.1           |
| 54    | ديك رومى            | 56.8           |
| 55    | توفالو              | 56.6           |
| 56    | جمهورية الدومينيكان | 56.5           |
| 57    | سلوفاكيا            | 56.3           |